# Legio II Traiana fortis

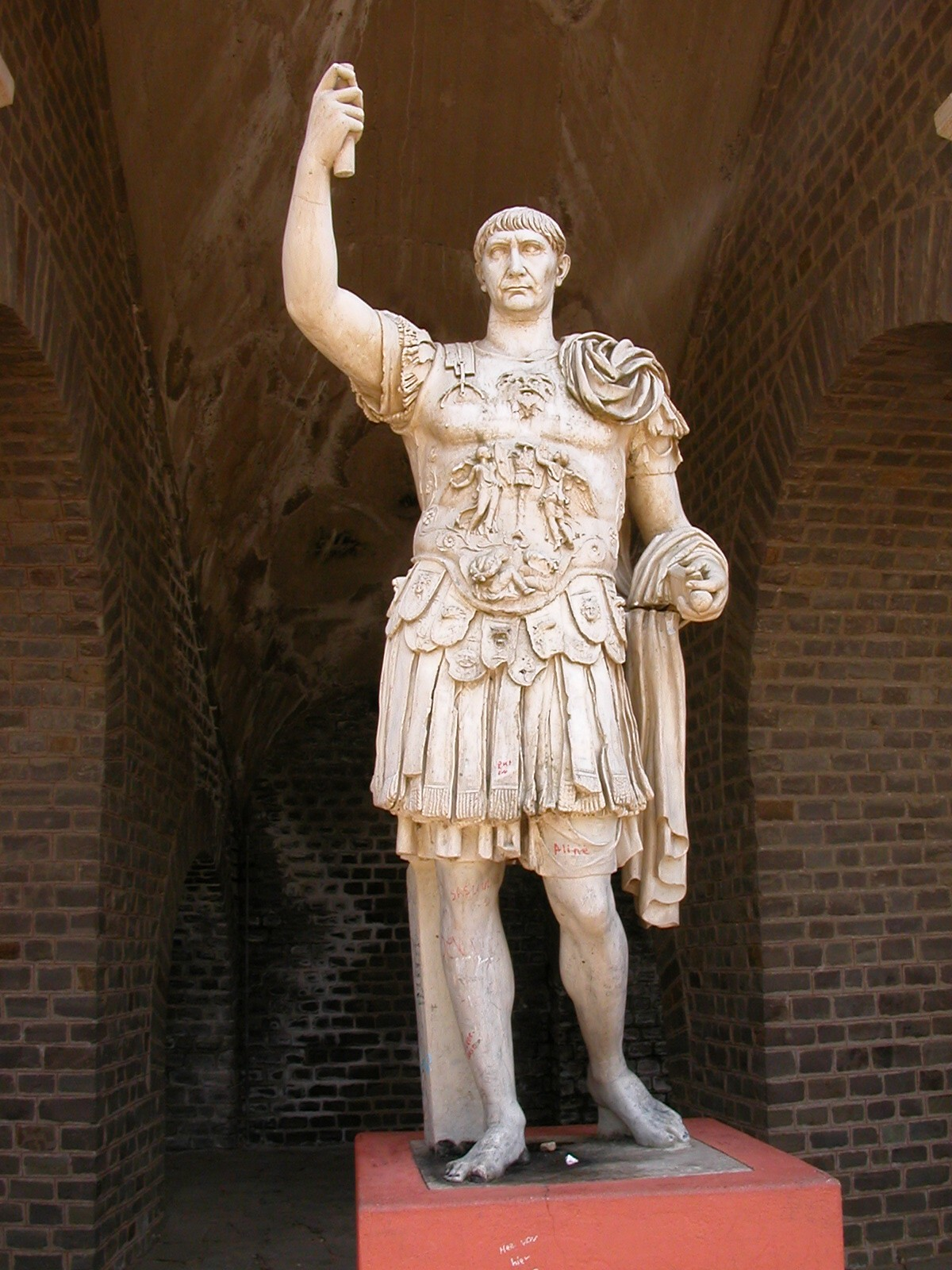
Estatua de Marco Ulpio Trajano en Xanten (Alemania).

La Legio II Traiana Fortis (Segunda legión «trajana fuerte») fue una legión romana, reclutada por el emperador Trajano en el año 105. El último registro de la actividad de esta legión surge a mediados del siglo V, en Egipto. El símbolo de esta legión fue el dios Hércules.

## Historia
Trajano creó la II Traiana Fortis, después de reclutar la XXX Ulpia Victrix, para las Segundas guerras dacias, que terminaron con la anexión de Dacia al Imperio en 106. Después de la victoria, la II Traiana Fortis acompañó el emperador en su campaña contra el Imperio Parto, que se inició en 115. En 117, la legión fue estacionada en Judea, como fuerza de mantenimiento de paz en una provincia dada a las revueltas. 
En 125, la II Traiana Fortis fue transferida a Egipto, donde compartió campamento en Alejandría con la XXII Deiotariana. Entre los años 132 y 136, la legión fue enviada por Adriano a Judea para colaborar en la represión de la revuelta de los judíos, liderados por Bar Kojba.
A finales del siglo II, la II Traiana Fortis desempeñó un papel importante en la consolidación en el poder de Septimio Severo, al desertar a última hora del ejército del gobernador Pescenio Níger, que también había sido proclamado emperador por sus tropas. Poco después, colaboró en las campañas párticas de Septimio Severo. Ya en el siglo III, la legión estuvo al servicio de Caracalla en Germania y recibió el sobrenombre de Germanica.